# Île Yenghebane
L’île Yenghebane est une îlot de Nouvelle-Calédonie appartenant administrativement à Poum.
Elle se situe à environ 500 m au Sud de l'île Baaba. Il y a une vingtaine d'habitations sur l'île, toutes regroupées sur sa côte Est.

## Histoire
Le 2 décembre 1850, deux officiers et des matelots de l'Alcmène y sont massacrés. L'ile est visitée par Jules Garnier en octobre 1865.